# Anson Mount

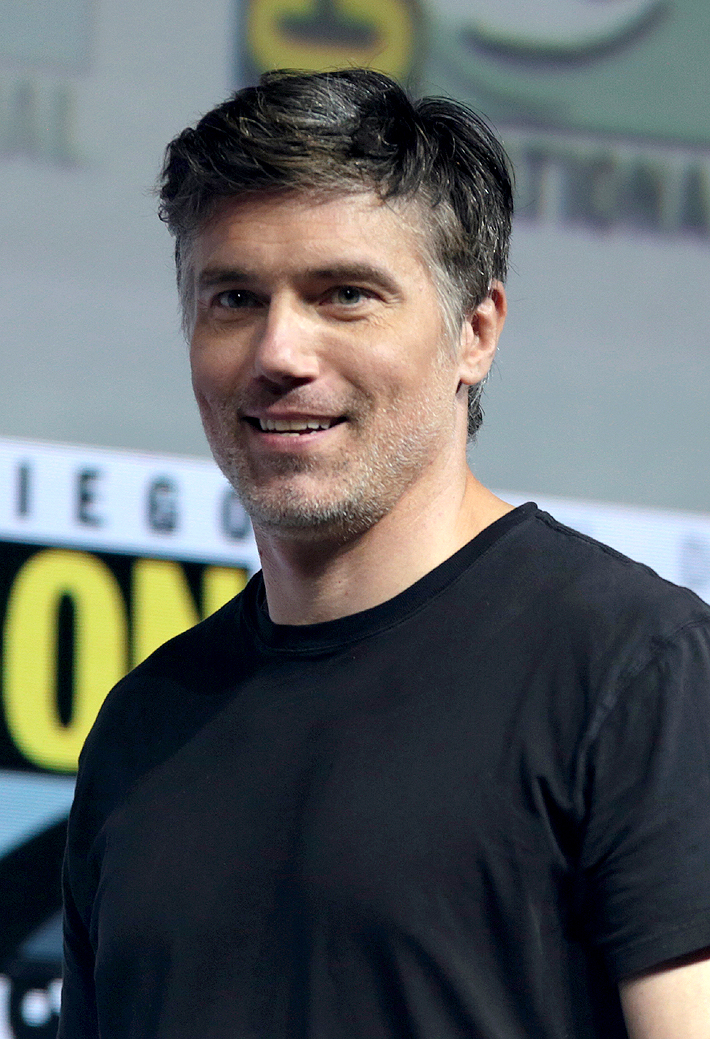
Anson Mount auf der San Diego Comic-Con (2018)

Anson Adams Mount IV (* 25. Februar 1973 in White Bluff, Tennessee) ist ein US-amerikanischer Schauspieler.

## Leben
Er ist das einzige Kind der Profigolferin Nancy Smith und des Playboy-Sportredakteurs Anson Mount II.
Im Jahr 1991 schloss er die Dickson County High School ab, danach ging er bis 1995 in die University of South. Nach seinem Abschluss besuchte er von 1995 bis 1998 die Columbia University for MFA Acting Program.
Anfangs lehnte er die Rolle des Ben Kimble im Film Not a Girl ab, weil sie ihm zu geschmacklos und lahm vorkam. Robert De Niro, damals offenbar ein Fan von Britney Spears, überredete ihn am Set von City by the Sea, die Rolle zu übernehmen.
Er hatte kleine Auftritte in Fernsehserien wie in Sex and the City, CSI: Miami, Lost, Law & Order und Ally McBeal, in der er 1999 sein Schauspieldebüt gab.
Größere Bekanntheit erlangte er durch seine Rolle als Cullen Bohannon in der von 2011 bis 2016 produzierten Westernfernsehserie Hell on Wheels und als Captain Christopher Pike in der zweiten Staffel der 2017 bis 2024 produzierten Serie Star Trek: Discovery. Die Rolle übernahm er auch in der 2022 angelaufenen Serie Star Trek: Strange New Worlds.

## Auszeichnungen
Nominierung
- 2002: Teen Choice Award, Film – Choice Chemistry gemeinsam mit Britney Spears für Not a Girl
- 2002: Goldene Himbeere, Schlechtestes Leinwandpaar gemeinsam mit Britney Spears für Not a Girl

## Filmografie

### Filme
- 2000: Tully
- 2000: Düstere Legenden 2 (Urban Legends: Final Cut)
- 2002: Not a Girl (Crossroads)
- 2002: Poolhall Junkies
- 2002: City by the Sea
- 2003: The Battle of Shaker Heights
- 2004: The Warrior ClassAnson Mount in Cannes (2011)

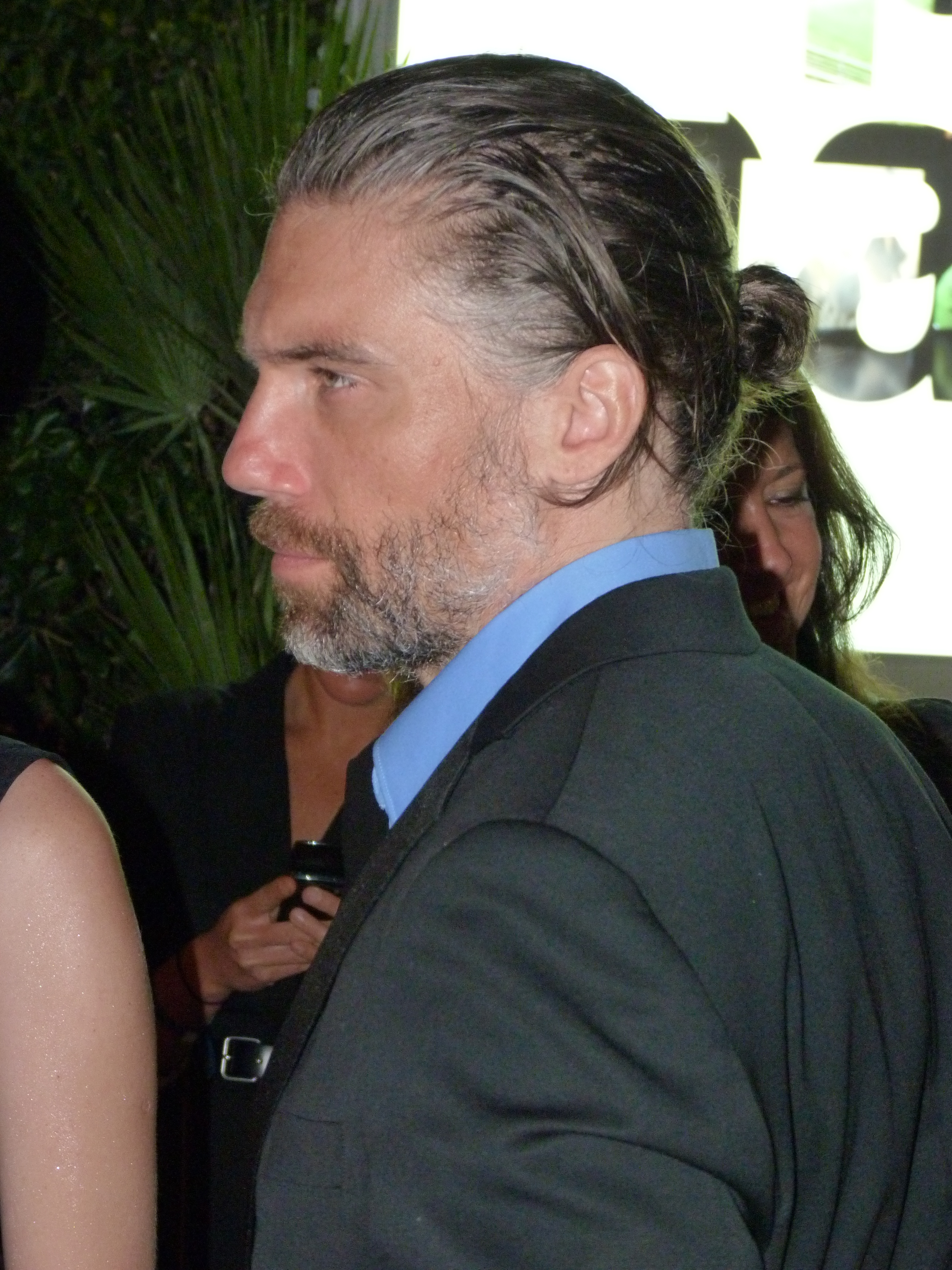
Anson Mount in Cannes (2011)

- 2005: In den Schuhen meiner Schwester (In Her Shoes)
- 2006: Hood of Horror
- 2006: All the Boys Love Mandy Lane
- 2007: The Cure (Fernsehfilm)
- 2007: Walk the Talk
- 2007: Privacy Policy
- 2008: Cook County
- 2008: Die Robert und Andrew Kissel Story (The Two Mr. Kissels, Fernsehfilm)
- 2010: Last Night (Last Night)
- 2011: Straw Dogs – Wer Gewalt sät (Straw Dogs)
- 2011: Runaway Girl (Hick)
- 2012: Code Name: Geronimo (Seal Team Six: The Raid on Osama Bin Laden, Fernsehfilm)
- 2012: Safe – Todsicher (Safe)
- 2014: Non-Stop
- 2014: Der Auftrag – Für einen letzten Coup ist es nie zu spät! (The Forger)
- 2015: Mr. Right
- 2015: Visions
- 2021: The Virtuoso
- 2022: Doctor Strange in the Multiverse of Madness

### Fernsehserien
- 1999: Ally McBeal (Folge 2x17)
- 1999: Sex and the City (Folge 2x17)
- 2000–2001: Third Watch – Einsatz am Limit (Third Watch, 5 Folgen)
- 2003: Smallville (Folge 2x19)
- 2004: CSI: Miami (Folge 2x21)
- 2003–2004: Line of Fire (13 Folgen)
- 2004–2005: The Mountain (13 Folgen)
- 2005: Lost (Folge 2x01)
- 2006: Conviction (13 Folgen)
- 2007: Law & Order (Folge 17x14)
- 2011–2016: Hell on Wheels (55 Folgen)
- 2013: Red Widow (Folge 1x01)
- 2017: Marvel’s Inhumans (8 Folgen)
- 2019: Star Trek: Discovery (Fernsehserie, 14 Folgen)
- 2019: Star Trek: Short Treks (3 Folgen)
- seit 2022: Star Trek: Strange New Worlds (Fernsehserie)